# Michele Mastromarino
Michele Mastromarino (Cagliari, 1º novembre 1894 – Cagliari, 25 giugno 1986) è stato un ginnasta italiano, medaglia d'oro nella gara di concorso a squadre di Ginnastica ai Giochi olimpici di Anversa 1920 (squadra composta, oltre da Mastromarino, da Arnaldo Andreoli, Ettore Bellotto, Pietro Bianchi, Fernando Bonatti, Luigi Cambiaso, Carlo Costigliolo, Luigi Costigliolo, Giuseppe Domenichelli, Roberto Ferrari, Carlo Fregosi, Romualdo Ghiglione, Ambrogio Levati, Francesco Loi, Vittorio Lucchetti, Luigi Maiocco, Ferdinando Mandrini, Lorenzo Mangiante, Antonio Marovelli, Giuseppe Paris, Manlio Pastorini, Ezio Roselli, Paolo Salvi, Giovanni Tubino, Giorgio Zampori e Angelo Zorzi).

## Palmarès
| Anno | Manifestazione  | Sede    | Evento             | Risultato |
| ---- | --------------- | ------- | ------------------ | --------- |
| 1920 | Giochi olimpici | Anversa | Concorso a squadre | Oro       |